# Propionat
Propionate hoặc ion propanate có công thức là C2H5COO.
Một hợp chất propionic hoặc propanoic là một loại muối nhỏ hoặc là este của axit propionic. Trong các hợp chất này, propionat thường được viết tắt là CH3CH2CO2 hoặc đơn giản là EtCO2.
Không nên nhầm lẫn propionates với propenoates (thông thường được gọi là acrylates), các ion / muối / este của axit propenoic (còn gọi là axit 2-propenoic hoặc acrylic).

## Ví dụ
- Natri propionate, NaC2H5CO2
- Methyl propionate, (C2H5(CO)OCH3)
- Calci propionate, Ca(C2H5CO2)2
- Kali propionate, KC2H5CO2
- Fluticasone propionate, C25H31F3O5S